# Tebibit
Tebibit (Tib), tidigare ofta tvetydigt kallad terabit (Tb) är en informationsenhet som motsvarar 1 099 511 627 776 (240 = 10244) bit. Namnet kommer av det binära prefixet tebi (Ti) och bit (b). Enheten ingår inte i internationella måttenhetssystemet, men sanktioneras av IEC.
Tebibit är relaterat till enheten terabit, som antingen definieras som en tebibit eller en biljon bit. Tebibit kan användas istället för terabit när man vill specificera 240 bit, för att undvika tvetydighet bland de olika värdena av terabit.